# 滚轴状层积云
滚轴状层积云（学名：Stratocumulus volutus，缩写： Sc vol )，是层积云的一种，非常罕见。滚轴状层积云的云体独立，水平分布，云身很长，呈管状，通常表现为绕其水平轴线滚动的状态。滚轴状层积云通常是单独出现，少数情况下也会出现连续成列的滚轴状层积云。